# Filmografia de Song Kang-ho
A seguir se apresenta a filmografia do ator sul-coreano Song Kang-ho.

## Filmografia

### Filme
| Ano  | Título                            | Papel                               | Diretor                   | Observação              |
| ---- | --------------------------------- | ----------------------------------- | ------------------------- | ----------------------- |
| 1996 | O Dia em Que o Porco Caiu no Poço | Esteatito                           | Hong Sang-soo             | Pequeno papel           |
| 1997 | Green Fish                        | Edição                              | Lee Chang-dong            |                         |
| 1997 | Bad Movie                         | Artista                             | Jang Sun-woo              |                         |
| 1997 | No. 3                             | Chopil                              | Song Neung-han            |                         |
| 1998 | The Quiet Family                  | Youngmin Kang                       | Kim Ji-woon               |                         |
| 1998 | Koi no Chikara                    |                                     |                           | Filme de curta metragem |
| 1999 | Shiri                             | Lee Jang-gil                        | Kang Je-gyu               |                         |
| 2000 | Purpose Of Reunion                |                                     |                           | Filme de curta metragem |
| 2000 | The Foul King                     | De concessão                        | Kim Jee-woon              |                         |
| 2000 | Gongdong gyeongbi guyeok JSA      | Sargento Oh Kyung-pil               | Park Chan Wook            |                         |
| 2002 | Boksuneun naui geot               | Dongjin Park                        | Park Chan Wook            |                         |
| 2002 | YMCA Baseball Team                | Hochang Lee                         | Hyunseok Kim              |                         |
| 2003 | Salinui chueok                    | Park Dooman                         | Bong Joon-ho              |                         |
| 2004 | The President's Barber            | Sunghanmo                           | Chan Chan Lim             |                         |
| 2005 | Antarctic Journal                 | Dohyung Choi                        | Im Pil-sung               |                         |
| 2005 | Chinjeolhan geumjassi             | Seqüestrador 1                      | Park Chan Wook            | Cameo                   |
| 2005 | Madagascar                        | Leão Alex (dublagem)                | Eric Dannell, Tom McGrath | Filmes animados         |
| 2006 | Gwoemul                           | Kang Doo Park                       | Bong Joon-ho              |                         |
| 2007 | The Show Must Go On               | Gang In-gu                          | Han Jae-rim               |                         |
| 2007 | Miryang                           | Jong-chan Kim                       | Lee Chang-dong            |                         |
| 2008 | The Good, the Bad, the Weird      | Taegu Yoon (cara estranho)          | Jiwoon Kim                |                         |
| 2009 | Bakjwi                            | Noiva, Sanghyun                     | Park Chan Wook            |                         |
| 2010 | A Little Pond                     | Um policial                         | Lee Sang Woo              |                         |
| 2010 | Secret Reunion                    | Hankyu Lee                          | Jang Hoon                 |                         |
| 2011 | Hindsight                         | Chefe de Organização, Doo Heon Yoon | Hyunseung Lee             |                         |
| 2012 | Howling                           | Jo Sang-gil                         | Yuha                      |                         |
| 2012 | Day Trip                          | professor                           |                           | Filme curto             |
| 2013 | Snowpiercer                       | Namgung Minsu                       | Bong Joon-ho              |                         |
| 2013 | The Face Reader                   | Diâmetro interno                    | Han Jae-rim               |                         |
| 2013 | The Attorney                      | Song Woo Suk                        | Yang Woo-suk              |                         |
| 2015 | Sado                              | Yeongjo                             | Junik Lee                 |                         |
| 2016 | Miljeong                          | Lee Jeong-chul                      | Jiwoon Kim                |                         |
| 2017 | A Taxi Driver                     | Man Seop Kim                        | Jang Hoon                 |                         |
| 2018 | The Drug King                     | Lee Dusam                           | Woo Min Ho                |                         |
| 2019 | Parasita                          | Residência                          | Bong Joon-ho              |                         |
| 2019 | The King’s Letters                | King Sejong                         | Cho Chul Hyun             |                         |
| 2020 | Fifth Column                      | Jong-deok Kang                      | Won Shin-yun              | Pós-produção            |

### Apresentador
| Ano  | Programa                     | Notas |
| ---- | ---------------------------- | ----- |
| 2018 | Baeksang Arts Awards de 2018 | [ 1 ] |